# Droga wojewódzka nr 589
Droga wojewódzka nr 589 (DW589) – droga wojewódzka w województwie kujawsko-pomorskim, w powiecie toruńskim o długości 4 km. Łączy drogę krajową nr 91 w Grzywnie z drogą wojewódzką nr 551 w Chełmży.